# Атлетіко (Мадрид)
«Атле́тіко Мадри́д» (ісп. Atlético de Madrid) — професіональний іспанський футбольний клуб з міста Мадрид. Один з найуспішніших футбольних клубів Іспанії: одинадцятиразові переможці чемпіонату Іспанії (востаннє 2020/21), десятиразові переможці Кубка Іспанії, дворазові володарі Суперкубка Іспанії, триразові переможці Ліги Європи, переможці Міжконтинентального кубка, переможці Кубка володарів кубків УЄФА, триразові переможці Суперкубка УЄФА. Заснований 26 квітня 1903 року під назвою «Атлетичний клуб Мадрида». Свою сучасну назву отримав 4 жовтня 1939 року. 
«Атлетіко» — переможець Кубка Інтертото 2007 року. У сезоні 1961-1962 виграли Кубок володарів Кубків УЄФА, у фіналі здолавши «Фіорентіну». Наступного сезону (1962-1963) «Атлетіко» у фіналі цього ж турніру програло «Тоттенгему». У сезоні 1985-1986 «вовки» програли фінальну зустріч за Кубок володарів кубків київському «Динамо». Мадридці не змогли здолати мюнхенську «Баварію» у фіналі Кубка європейських чемпіонів 1973-1974 років. Проте 1974 року вони здобули Міжконтинентальний кубок з футболу. Володарі Суперкубків УЄФА 2010, 2012 та 2018 років. 
«Атлетіко», окрім своїх футбольних успіхів, є одним з рекордсменів Іспанії за кількістю квитків, що продаються та прибутками від реклами. За «Атлетіко» грали Луїс Арагонес та Фернандо Торрес. Новою клубною ареною з 2017 став стадіон «Ванда МетроКоманда була заснована трьома баскськими студентами 26 квітня 1903 року під назвою Атлетік Клуб де Мадрид. Для них мадридська команда була підготовчим майданчиком молодих виконавців для Більбао Атлетік. У 1904 році до них приєднались колишні гравці мадридського Реала. Команда розпочинала свої виступи у біло-синіх кольорах, але у 1911 році Атлетік набув своїх нинішніх кольорів — червоного та білого. Дехто вважає, що зміна командних кольорів зумовлена тим, що білі та червоні смужки були найдешевшим матеріалом на той час, бо з таких самих смужок шили матраци. Власне саме звідси й бере свій початок досить поширене сьогодні прізвисько команди — Матрацники. Також існує й інша версія. Згідно з нею командні форми для Атлетіко Мадрид та Більбао Атлетік закупалися в Англії, у Блекберн Роверз. Одного разу представник команди приїхав придбати нову форму, однак не знайшов жодної майки і йому довелося придбати майки Саутгемптона, у червоно-білих кольорах.
Свої перші виступи команда проводила на стадіоні, розташованому у східній, робітничій частині міста. У 1921 році Атлетіко Мадрид став повністю незалежним від свого баскського засновника. Компанія, яка володіла акціями команди збудувала спортивний стадіон, Естадіо Метрополітано де Мадрид, який вміщав 35 800 глядачів. Стадіон використовувався до 1966 року, після чого команда переїхала на нову арену — Вісенте Кальдерон.

## Історія
Протягом 1920-х років команда вигравала Кампеонато дель Центро та у 1921 році була у фіналі Кубку Іспанії. Спираючись на командні досягнення та стабільність її було включено до першого розіграшу Ла-Ліги у 1928 році. Під час перших виступів у Прімері тренером команди був Фредерік Пентланд, але після двох сезонів команда вилетіла у Сегунду. У 1934 році їм вдалося повернутися в еліту. Незабаром клуб знову підлягав відправленню до другого дивізіону, але цьому завадила Громадянська війна. Після відновлення чемпіонату шанс залишитися в еліті іспанського футболу «Атлетико» надав «Реал Ов'єдо», який попросив федерацію про річну паузу, потрібну для відновлення зруйнованого стадіону. Але й у «Атлетико» все було не так просто. Втративши на війні загиблими вісім осіб, клуб був змушений об'єднатися із командою військово-повітряних військ. Отримавши 4 жовтня 1939 року нову назву «Атлетік Авіасьон де Мадрид», клуб мав провести стиковий матч з іншим претендентом на місце в еліті - «Осасуною». 26 листопада у Валенсії мадридці виграли з рахунком 3:1. 
Два перші сезони після поновлення чемпіонату «Атлетік Авіасьон» закінчив на першому місці. Варто відзначити Рікардо Замору, колишнього найкращого воротаря світу, який тренував команду в обох переможних кампаніях. 
У 1947 році керівництво клубу вирішило виключити з назви військову складову та повернутися до вихідної — «Атлетіко де Мадрид», яка зберігається й досі. Того ж року «матрацники» здобули найбільшу за всю історію перемоги в дербі проти «Реала» (5:0).
Під керівництвом Еленіо Еррери, який прийшов у 1949 році, «Атлетіко» завоював звання чемпіона двічі – у 1950 та 1951 роках. У складі тріумфаторів виблискували французький голкіпер Марсель Домінго, захисник Альфонсо Апарісіо та зіркова трійка нападу — найкращий марокканський футболіст усіх часів Ларбі Бенбарек, Хендрі Карлссон та один з кращих бомбардирів за всю історію клубу — Адріан Ескудеро. 
З від'їздом до «Малаги» Еррери «матрацники» трохи зменшили обертів. До свого наступного чемпіонства у 1966 році вони чотири рази ставали віце-чемпіонами та сім разів — фіналістами Кубка, перемігши в ньому тричі. Особливої гостроти набуло протистояння з «Реалом». Три матчі довелося проводити між мадридськими клубами для з'ясування переможця у півфіналі Кубка чемпіонів 1959 року. У  вирішальному додатковому поєдинку «Атлетіко» програв землякам 1:2. Уже наступного року «матрацникам» вдалося помститися у фіналі Кубка Іспанії, перемігши «Реал» з рахунком 3:1. Фінал 1961 року знову перетворився на столичне дербі. «Вершкові», прагнучи реваншу, забили два голи, але й цього разу «Атлетіко» виявився сильнішим (3:2). У 1962 році «Атлетіко» виграв Кубок володарів кубків, перемігши в додатковому матчі фіналу «Фіорентину» 3:0. Через рік мадридці знову грали у фіналі турніру, але не зуміли відстояти титул, програвши «Тоттенхем Хотспур» (1:5).

### Ера Кальдерона
З приходом у 1964 році на посаду президента клубу Вісенте Кальдерона почалися «золоті» роки «Атлетіко». 2 жовтня 1966 року відкрився стадіон, збудований під керівництвом нового президента. Незабаром стадіону було надано його ім'я. Після завоювання чемпіонських титулів у 1966, 1970, 1973, 1977 роках «Атлетіко» став третьою командою Іспанії за чемпіонськими титулами. 
У 1974 році мадридці пробилися до фіналу Кубка чемпіонів, де їх суперником була потужна мюнхенська «Баварія». «Атлетіко» вів у матчі 1:0, але на останній хвилині німці зрівняли рахунок. Потрібно було перегравання, де «Баварія» перемогла 4:0. Німці «великодушно» поступилися правом поборотися за Міжконтинентальний кубок, де «Атлетико» у двоматчевому фіналі виявився сильнішим за аргентинський «Індепендьєнт». Тренером команди був Луїс Арагонес, який на цю посаду заступав чотири рази – у сезонах 1974/80, 1982/87, 1991/93 та 2002/03. У 1986 році під його керівництвом «матрацники» дійшли до фіналу Кубка кубків, де програли київському «Динамо» (0:3).

### Кінець 80-х - 90-ті
У 1987 році завершилася ера Вісенте Кальдерона і почалася ера президента Хесуса Хіля, який відразу посилив склад, купивши Бернда Шустера, португальського віртуоза Паулу Футре. Команда показувала гарний футбол, але виграти змогла лише два Королівські кубки — у 1991 та 1992 роках. Змінюючи тренерів як рукавички, Хесус Хіль зупинився у 1995 році на кандидатурі серба Радомира Антіча. У перший же сезон на посаді головного керманича «Атлетіко» він привів команду до 9 чемпіонства і тріумфу в Кубку Іспанії. У сезоні 1999/00, посівши 19-те місце, «матрацники» після 65-річного перебування в еліті опустилися до другого дивізіону. Під керівництвом Луїса Арагонеса влітку 2002 року вони повернулися до Прімери.

### Ера Енріко Сересо та Дієго Сімеоне
У 2003 році президентом мадридців став 55-річний Енріко Сересо. Утім тривалий час його правління не приносило дивідендів команді. До середини 2000-х «Атлетіко» був міцним середняком Прімери, посідаючи місця поза зоною єврокубків. Лише в сезоні 2007/08 «матрацники» посіли четверте місце в турнірній таблиці і здобули  право кваліфікуватися до Ліги чемпіонів, з чим вони успішно впоралися, здолавши за сумою двох матчів «Шальке 04» (0:1, 4:0). У груповому раунді мадридці зайняли друге місце, пропустивши вперед «Ліверпуль». В 1/8 фіналу «Атлетіко» зустрівся з «Порту» і поступився португальцям лише за кількістю голів на чужому полі (2:2 вдома і 0:0 в гостях).
13 травня 2010 року у напруженому матчі з «Фулхемом» на стадіоні «Гамбург Арена» у німецькому місті Гамбург «Атлетіко» виграв з рахунком 2:1 у додатковий час і став першим володарем оновленого турніру Ліги Європи. Дублем у складі команди відзначився Дієго Форлан. У матчі Суперкубку УЄФА, який проходив 28 серпня 2010 року в Монако на стадіоні Луї II, мадридці здобули звитягу над переможцем Ліги чемпіонів 2009/10 «Інтернаціонале» з рахунком 2:0.
У грудні 2011 команду очолив аргентинець Дієго Сімеоне, який відразу розпочав штампувати для «Атлетіко» нові трофеї. 9 травня 2012 року, розгромивши «Атлетік» з Більбао з рахунком 3:0, «матрацники» стали дворазовими володарями Ліги Європи. 31 серпня 2012 року, перегравши «Челсі» з рахунком 4:1, також стали  дворазовим володарями Суперкубку УЄФА. У національній першості 2013/14 клуб опинився серед головних претендентів на титул, видавши серію перемог у перших восьми зустрічах. В останній грі чемпіонату Іспанії 2013/14 у «золотому матчі» з «Барселоною» команда зіграла внічию 1:1 і через 18 років знову стала чемпіоном країни, набравши 90 очок.
Виступ у Лізі чемпіонів у сезоні 2013/14 клуб розпочав з перемоги над російським «Зенітом» на груповій стадії (3:1), звідки з 16 очками вийшов у 1/8 фіналу. 30 квітня 2014 року «Атлетіко» оформив путівку у фінал Ліги чемпіонів, обігравши лондонський «Челсі» у матчі-відповіді півфіналу з рахунком 3:1. У першій грі суперники голів один одному не забили. У фіналі суперником «Атлетіко»стали їхні земляки з Мадрида. У драматичному матчі «Реал» у додатковий час здобув перемогу з рахунком 4:1.
Втративши у літнє міжсезоння  2014 року низку ключових гравців на чолі з Дієго Костою, «матрацники» у Суперкубку Іспанії взяли реванш у «Реала» (1:1, 1:0). Окрасою сезону стало мадридське дербі у другому колі, в якому принципового суперника було повалено з рахунком 4:0. У чемпіонаті Іспанії 2016/17 команда посіла третє місце. У 2016 році мадридці стали фіналістами Ліги чемпіонів, але програли затятому супернику - «Реалу»(1:1, у серії пенальті 3:5). У 2018 році стали переможцями Ліги Європи, тоді ж «Атлетіко» став володарем Суперкубку УЄФА.
У сезоні 2020/21 Дієго Сімеоне вдруге здобув з «Атлетіко» золоті нагороди Ла Ліги. У наступних двох сезонах мадридці посідали третє місце в чемпіонаті.

## Мадридське протистояння
Атлетіко Мадрид та Реал Мадрид — дуже не схожі команди майже у всіх аспектах. В той час, як Сантьяго Бернабеу височить в одному з найбагатших та найпрестижніших районів Мадрида, Вісенте Кальдерон розташований у робітничому районі. Відповідно команди отримали підтримку людей з протилежних частин міста, з різним соціальним статусом та поглядами на життя. Окрім цього у протистоянні замішана і політика, зокрема і під час правління Франсіско Франка.
Двічі ці команди зустрічалися в фіналах Ліги Чемпіонів: 2013–2014, тоді Реал переміг 4-1 в додатковий час, відігравшись на 93 хвилині та в 2015–2016, де Реал знову тріумфував. Основний час вдруге завершився з рахунком 1:1, але цього разу гра дійшла до серії пенальті, де Реал переміг 5:3.

## Досягнення
- Чемпіон Іспанії (11) — 1939-40, 1940-41, 1949-50, 1950-51, 1965-66, 1969-70, 1972-73, 1976-77, 1995-96, 2013-14, 2020-21
- Володар Кубка Іспанії (10) — 1959-60, 1960-61, 1964-65, 1971-72, 1975-76, 1984-85, 1990-91, 1991-92, 1995-96, 2012-13
- Володар Суперкубка Іспанії (2) — 1985, 2014
- Володар Кубка Еви Дуарте (1) — 1951
- Володар Кубка володарів Кубків (1) — 1961-62
- Фіналіст Ліги чемпіонів (3) — 1973-74, 2013-14, 2015-16
- Переможець Ліги Європи УЄФА (3) — 2009-10, 2011-12, 2017-18
- Володар Суперкубка УЄФА (3) — 2010, 2012, 2018
- Володар Міжконтинентального Кубка (1) — 1974

## Склад команди
Станом на 19 лютого 2025
| №  | Поз. | Нац.      | Гравець            |
| -- | ---- | --------- | ------------------ |
| 1  | ВР   | Аргентина | Хуан Муссо         |
| 2  | ЗХ   | Уругвай   | Хосе Марія Хіменес |
| 3  | ЗХ   | Іспанія   | Сесар Аспілікуета  |
| 4  | ПЗ   | Англія    | Конор Галлахер     |
| 5  | ПЗ   | Аргентина | Родріго Де Пауль   |
| 6  | ПЗ   | Іспанія   | Коке (капітан)     |
| 7  | НП   | Франція   | Антуан Грізманн    |
| 8  | ПЗ   | Іспанія   | Пабло Барріос      |
| 9  | НП   | Норвегія  | Александер Серлот  |
| 10 | НП   | Аргентина | Анхель Корреа      |
| 11 | ПЗ   | Франція   | Тома Лемар         |
| 12 | ПЗ   | Бразилія  | Самуел Ліно        |

| №  | Поз. | Нац.      | Гравець                 |
| -- | ---- | --------- | ----------------------- |
| 13 | ВР   | Словенія  | Ян Облак (віце-капітан) |
| 14 | ПЗ   | Іспанія   | Маркос Льоренте         |
| 15 | ЗХ   | Франція   | Клеман Лангле           |
| 16 | ЗХ   | Аргентина | Науель Моліна           |
| 17 | ПЗ   | Іспанія   | Родріго Рікельме        |
| 19 | НП   | Аргентина | Хуліан Альварес         |
| 20 | ЗХ   | Бельгія   | Аксель Вітсель          |
| 21 | ЗХ   | Іспанія   | Хаві Галан              |
| 22 | НП   | Аргентина | Джуліано Сімеоне        |
| 23 | ЗХ   | Мозамбік  | Рейнілду Мандава        |
| 24 | ЗХ   | Іспанія   | Робен Ле Норман         |

## Тренерський штаб
| Посада                     | Ім'я             |
| -------------------------- | ---------------- |
| Головний тренер            | Дієго Сімеоне    |
| Асистент головного тренера | Нельсон Вівас    |
| Тренер воротарів           | Пабло Верчеллоне |
| Фітнес-тренер              | Оскар Ортега     |

## Логотипи

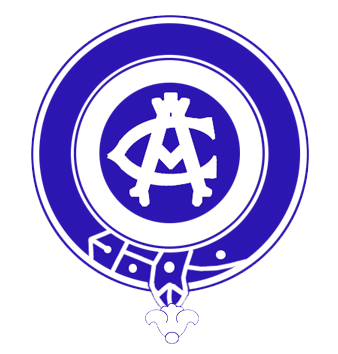
Історичний перший логотип (1903—1911)
Логотип клубу у 1980-ті — 2017 рік
Сучасний логотип (з 2017 року)

## Рекорди
Коке, який виступає з 2009 року, є рекордсменом клубу за кількістю проведених матчів в усіх турнірах (674). Антуан Грізманн посідає перше місце в списку найкращих бомбардирів в історії клубу в усіх турнірах (197), а Адріан Ескудеро є найкращим бомбардиром за кількістю голів в чемпіонаті Іспанії (150). Жуан Фелікс є найдорожчим придбанням в історії клубу на суму в €126 млн, а найбільшим трансфером — Антуан Грізманн за €120 млн.
Станом на 14 квітня 2025
| №  | Ім'я              | Матчі | Чемпіонат | Період                        |
| -- | ----------------- | ----- | --------- | ----------------------------- |
| 1  | Коке              | 674   | 479       | 2009–т. ч.                    |
| 2  | Аделардо Родрігес | 553   | 401       | 1959–1976                     |
| 3  | Ян Облак          | 485   | 364       | 2014–т. ч.                    |
| 4  | Томас Реньйонес   | 483   | 367       | 1984–1996                     |
| 5  | Енріке Кольяр     | 470   | 71        | 1952–1969                     |
| 6  | Анхель Корреа     | 459   | 329       | 2014–т. ч.                    |
| 7  | Карлос Агілера    | 456   | 365       | 1988–1993 1996–2005           |
| 8  | Антуан Грізманн   | 434   | 308       | 2014–2019 2021–т. ч.          |
| 9  | Сауль             | 427   | 329       | 2011–2013 2014–2021 2022–2024 |
| 10 | Ісакіо Кальєха    | 425   | 300       | 1958–1972                     |

| №  | Ім'я                | Голи | Чемпіонат | Період               |
| -- | ------------------- | ---- | --------- | -------------------- |
| 1  | Антуан Грізманн     | 197  | 135       | 2014–2019 2021–т. ч. |
| 2  | Луїс Арагонес       | 173  | 123       | 1964–1974            |
| 3  | Адріан Ескудеро     | 169  | 150       | 1945–1958            |
| 4  | Пако Кампос         | 158  | 144       | 1940–1948            |
| 5  | Хосе Еулохіо Гарате | 136  | 109       | 1966–1977            |
| 6  | Фернандо Торрес     | 129  | 109       | 2001–2007 2015–2018  |
| 7  | Хоакін Пейро        | 125  | 95        | 1954–1962            |
| 8  | Аделардо Родрігес   | 113  | 73        | 1959–1976            |
| 9  | Енріке Кольяр       | 105  | 71        | 1952–1969            |
| 10 | Хосеп Хункоса       | 103  | 80        | 1944–1955            |